# Heineken Open 2007
L'Heineken Open 2007  è stato un torneo di tennis giocato sul cemento.
È stata la 40ª edizione dell'Heineken Open, che fa parte della categoria International Series nell'ambito dell'ATP Tour 2007.
Si è giocato all' ASB Tennis Centre di Auckland in Nuova Zelanda, dall'8 al 15 gennaio 2007.

## Campioni

### Singolare
David Ferrer ha battuto in finale  Tommy Robredo con il punteggio di 6–4, 6–2.

### Doppio
Jeff Coetzee /  Rogier Wassen hanno battuto in finale  Simon Aspelin /  Chris Haggard con il punteggio di 6(9)–7, 6–3, [10-2].